# Baba Masao

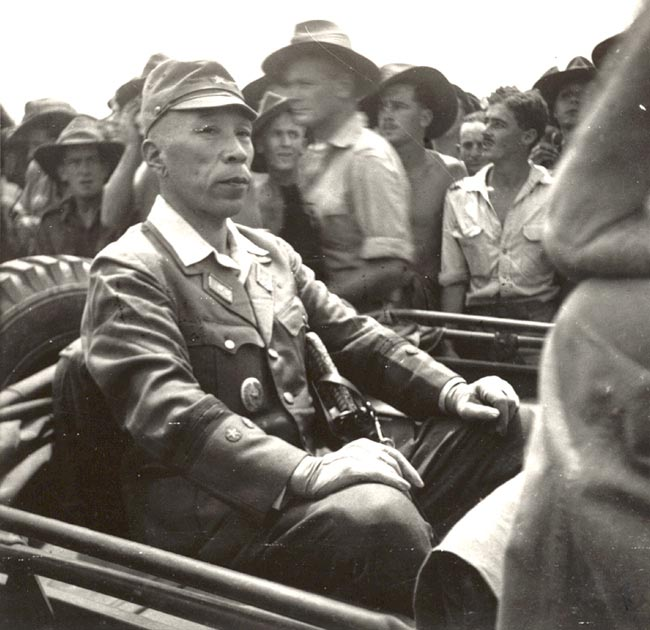
Generalleutnant Baba auf dem Weg zur Kapitulationszeremonie in Labuan, Borneo (10. September 1945)

Baba Masao (jap. 馬場 正郎; * 7. Januar 1892 in der Präfektur Kumamoto, Japanisches Kaiserreich; † 7. August 1947 in Rabaul, Papua-Neuguinea) war ein Generalleutnant der Kaiserlich Japanischen Armee. Nach der Kapitulation Japans wurde er erst 1947 wegen möglicher Kriegsverbrechen verhaftet und noch im selben Jahr zum Tode verurteilt und hingerichtet.

## Leben
Baba Masao wurde am 7. Januar 1892 in der Präfektur Kumamoto als Sohn des Armeeleutnants Baba Masayuki geboren.
Seine militärische Laufbahn begann zunächst in der Heereskadettenanstalt Hiroshima, einer militärischen Vorbereitungsschule nach preußischem Vorbild. Danach trat er im Mai 1912 in die Heeresoffizierschule in Tokio ein. Im Dezember desselben Jahres erlangte er seinen Abschluss und wurde als Unterleutnant (陸軍少尉, Rikugun Shōi) dem 5. Kavallerieregiment zugeteilt. Im November 1921 beendete er sein Studium an der Heereshochschule in Tokio. Weiterhin im 5. Kavallerieregiment dienend, wurde er 1933 zum Kavallerieinspektor ernannt und diente als Ausbilder in der Kavallerieschule der Armee.
1935 erfolgte die Beförderung zum Oberst (陸軍大佐, Rikugun Taisa). Im Anschluss bekam er das Kommando über das 2. Kavallerie-Regiment übertragen. Im Juli 1938 wurde Baba zum Generalmajor (陸軍少将, Rikugun Shōshō) befördert und übernahm das Kommando der 3. Kavallerie-Brigade sowie 1939 das Amt des Kavallerieinspektors.
Vom 2. Dezember 1940 bis zum 1. Oktober 1941 kommandierte Baba Masao die Kavalleriegruppe der japanischen Armee. 1940, während des Zweiten Japanisch-Chinesischen Krieges wurde er als Kommandeur mit der Kavalleriegruppe in die Innere Mongolei abkommandiert.
Im August 1941 erfolgte seine Beförderung zum Generalleutnant (陸軍中将, Rikugun Chūshō) des Heeres.
Bei Ausbruch des Pazifikkriegs kommandierte Baba Masao die 53. Division der Japanischen Armee. Am 25. September 1943 wurde er zum Kommandeur der 4. Division ernannt und nach Borneo abkommandiert. Dort wurde er 1945 zum Befehlshaber der 37. Armee befördert. Baba spielte eine zentrale Rolle bei Anti-Guerilla-Operation im Landesinneren. Als Militärgouverneur von Sabah (26. Dezember 1944 bis 10. September 1945) oblag ihm auch die zivile Verwaltung Borneos.

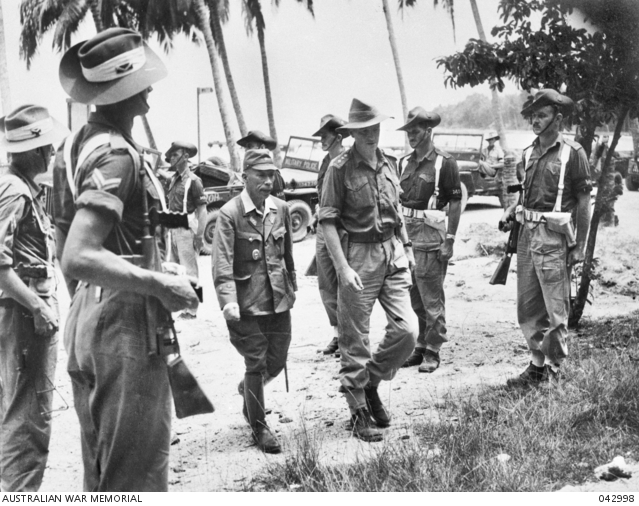
Generalleutnant Baba Masao nach seiner Ankunft in Labuan, Borneo auf dem Weg zur Unterzeichnung der Kapitulationsurkunde

Die Rückeroberung von Borneo begann am 1. Mai 1945 mit der Landung der australischen Armee auf Tarakan und am 10. Juni des Jahres mit der Landung in Brunei und auf Labuan. Am 9. September 1945 kapitulierte die japanische 37. Armee. Baba Masao überreichte am folgenden Tag auf der Insel Labuan formell sein Schwert an Generalmajor George Wootten, dem kommandierenden Offizier der australischen 9. Division.
Er wurde im April 1946 offiziell aus der Armee entlassen und im Januar 1947 wegen des Verdachts auf Beteiligung an Kriegsverbrechen festgenommen und nach Rabaul gebracht.

## Beteiligung an Kriegsverbrechen
Baba Masao gehörte zu den Offizieren, die für die Anordnung der Todesmärsche von Sandakan in Nordborneo verantwortlich waren. Von 2200 meist australischen Gefangenen, die sich im Sommer 1944 im Kriegsgefangenenlager Sandakan befanden, waren ein Jahr später noch sechs am Leben. Viele waren verhungert oder auf Todesmärschen ins 260 km entfernte Ranau umgekommen, dort starben von 183 Angekommenen 150 innerhalb weniger Tage. Um mögliche Zeugen der Kriegsverbrechen zu beseitigen, wurden die übrigen Kriegsgefangenen exekutiert.

## Anklage und Verurteilung
Generalleutnant Baba Masao wurde in den Kriegsverbrecherprozessen in Neuguinea wegen der Tötung von Kriegsgefangenen angeklagt. Der Prozess wurde am 28. Mai 1947 eröffnet. Am 5. Juni 1947 wurde er für die Misshandlung von Kriegsgefangen während der Todesmärsche von Sandakan zum Tod durch den Strang verurteilt. Nach dem nur achttägigen Prozess benötigte das Gericht zur Urteilsfindung lediglich zwölf Minuten. Die Urteilsverkündung war innerhalb von zwei Minuten vollzogen.
Das Urteil wurde am 7. August 1947 vollstreckt.